# Wojna Charliego Wilsona
Wojna Charliego Wilsona (ang. Charlie Wilson’s War) – amerykańska tragikomedia z 2007 roku, nakręcona na podstawie książki George’a Crile'a. Ostatni film wyreżyserowany przez Mike'a Nicholsa.

## Opis fabuły
Akcja filmu rozgrywa się w latach 80. XX wieku. Charlie Wilson to pogodny kongresmen z Teksasu. Ma romans z Joanne Herring, bardzo bogatą i wpływową antykomunistką. Podczas gdy w Stanach między politykami toczy się zacięta walka o głosy wyborców, w Afganistanie dokonuje się straszna inwazja Sowietów. Joanne namawia Wilsona do podjęcia działania w tej sprawie. Razem z kochanką i agentem CIA, kongresmen przeprowadza akcję mającą na celu dostarczenie broni afgańskim wojownikom.

## Główne role
- Tom Hanks – Charlie Wilson
- Julia Roberts – Joanne Herring
- Philip Seymour Hoffman – Gust Avrakotos
- Amy Adams – Bonnie Bach
- Ned Beatty – Doc Long
- Emily Blunt – Jane Liddle
- Om Puri – Prezydent Pakistanu Muhammad Zia ul-Haq

## Nagrody i nominacje
Oscary za rok 2007
- Najlepszy aktor drugoplanowy – Philip Seymour Hoffman (nominacja)

Złote Globy 2007
- Najlepsza komedia lub musical (nominacja)
- Najlepszy aktor w komedii lub musicalu – Tom Hanks (nominacja)
- Najlepsza aktorka drugoplanowa – Julia Roberts (nominacja)
- Najlepszy aktor drugoplanowy – Philip Seymour Hoffman (nominacja)
- Najlepszy scenariusz – Aaron Sorkin (nominacja)

Nagrody BAFTA 2007
- Najlepszy aktor drugoplanowy – Philip Seymour Hoffman (nominacja)